# HMS Abercrombie (F109)
«Еберкромбі» англ. HMS Abercrombie був монітором Королівського флоту під час Другої світової війни. Це був другий монітор названий на честь генерала Ральфа Еберкромбі (Sir Ralph Abercrombie). Це останній побудований морський монітор.

## Історія створення
«Еберкромбі» був побудований компанією Vickers Armstrong. Корабель був закладений 26 квітня 1941 року, спущений на воду 31 березня 1942 і завершений 5 травня 1943 року. На цьому кораблі встановили 15-дюймову гарматну башту, початково побудовану як запасну для лінійного крейсера HMS Furious (47). (Конструкція лінійного крейсера «Ф'юріос» передбачала установку пари гарматних башт, у кожній з яких мали встановити по одній 18-дюймовій гарматі. Водночас, оскільки ці гармати лише розроблялися, на випадок, якщо відповідні конструкторські роботи завершаться невдачею, були також побудовані башти зі спареними 15-дюймовими гарматами, які вже довели свою надійність).

## Історія служби
Після вступу у стрій «Еберкромбі» був направлений до Середземного моря і у червні 1943 року корабель брав участь у забезпеченні артилерійської підтримки під час Сицилійської операції. 9 вересня 1943 року «Еберкромбі» надавав підтримку висадці біля Салерно (операція «Аваланч»), де був пошкоджений контактною міною. У жовтні монітор почали ремонтували на верфі у Таранто. Після завершення ремонту 15 серпня 1944 року «Еберкромбі» відбув на Мальту. Вже 21 серпня, здійснюючи навчання на південний схід від Мальти, корабель знову був пошкоджений вибухом двох мін.
Після завершення ремонту у червні 1945 року «Еберкромбі» був направлений для участі у операції Mailfist — зі звільнення Сінгапуру. Корабель досяг лише Адена до моменту капітуляції японців 15 серпня, але не був відкликаний аж до 11 вересня. На той час він майже дійшов до Сейшельських островів. «Еберкромбі» повернувся до Англії 2 листопада 1945 року. Після цього він використовувався як навчальний корабель для морських артилеристів та як плавуча казарма до 1954 року. Монітор розібрали на метал у Барроу у грудні 1954 року.